# TMEM25
TMEM25‏ (Transmembrane protein 25) هوَ بروتين يُشَفر بواسطة جين TMEM25 في الإنسان.